# Саїд Гусеїнович
Саїд Гусеїнович (босн. Said Husejinović, нар. 13 травня 1988, Зворник) — боснійський футболіст, півзахисник, нападник клубу «Сараєво».
Виступав, зокрема, за клуби «Вердер», «Кайзерслаутерн» та «Динамо» (Загреб), а також національну збірну Боснії і Герцеговини.

## Клубна кар'єра
Народився 13 травня 1988 року в місті Зворник. Вихованець футбольної школи клубу «Слобода» (Тузла). Дорослу футбольну кар'єру розпочав 2006 року в основній команді того ж клубу, в якій провів два сезони, взявши участь у 47 матчах чемпіонату.

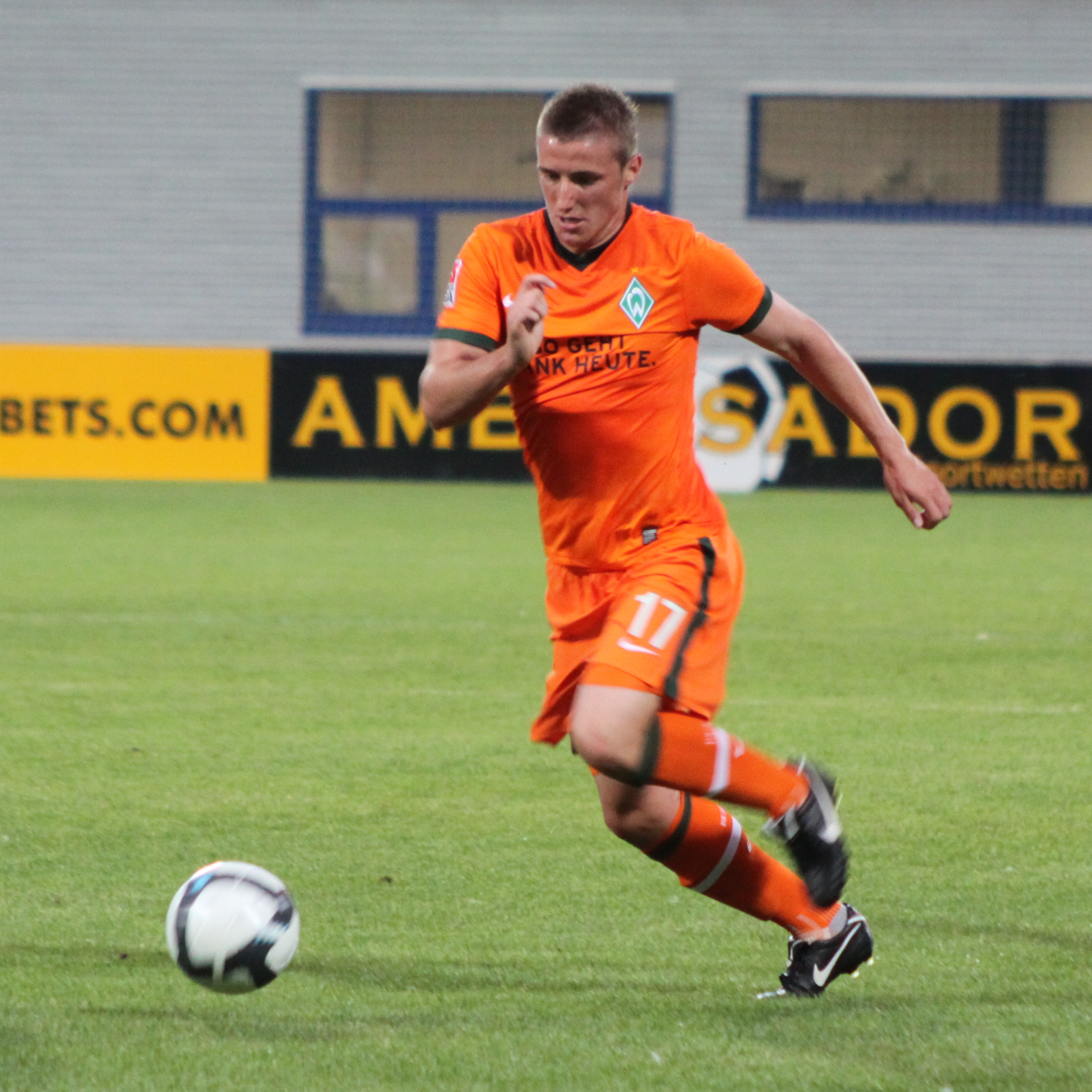
Саїд Хусеїнович під час виступів за «Вердер». 2009 рік.

1 липня 2008 року перейшов в німецький «Вердер» за 900 тисяч євро. Проте у німецькій команді основним гравцем не був, зігравши до кінця року лише 3 матчі у Бундеслізі, через що 17 січня 2009 року був відданий в оренду «Кайзерслаутерну» з Другої Бундесліги до кінця сезону, але і тут не був основним зігравши лише 4 матчі, а 24 серпня повернувся до табору «бременців». Там за наступні два сезони він зіграв ще лише 7 матчів у чемпіонаті.
Протягом 2012 року Саїд на батьківщині захищав кольори «Сараєво», після чого на початку січня 2013 року перейшов у хорватський «Динамо» (Загреб). З командою Хусеїнович виграв чотири чемпіонства Хорватії, два національних Кубка та один Суперкубок. Крім того у 2015 році недовго грав на правах оренди за «Локомотиву».
До складу клубу «Сараєво» приєднався 2016 року. Станом на 9 серпня 2017 відіграв за команду з боснійської столиці 9 матчів в національному чемпіонаті.

## Виступи за збірні
Протягом 2006—2008 років залучався до складу молодіжної збірної Боснії і Герцеговини. На молодіжному рівні зіграв у 2 офіційних матчах.
2007 року дебютував в офіційних матчах у складі національної збірної Боснії і Герцеговини.

## Досягнення
«Динамо» (Загреб)
- Переможець чемпіонату Хорватії : 2012/13, 2013/14, 2014/15, 2015/16
- Володар Кубка Хорватії : 2014/15, 2015/16
- Володар Суперкубка Хорватії : 2013